# Heinz Brücher
Heinz Brücher, född 14 januari 1915 i Darmstadt, död 17 december 1991 i Argentina, var en tysk botaniker och genforskare inom SS.
Brücher beslagtog frön och växter från Sovjetunionens genbank som förvarades i Ukrainska SSR under andra världskriget och förde dem till Tredje riket. Från sovjetiskt håll ansågs detta inte som någon större förlust då man vid tillfället främst anammade ideologin om miljön och inte genetiken, enligt Lysenkos lära; se mitjurinism. Brücher flyttade till Argentina efter andra världskrigets slut, men bodde även en period i Sydafrika, innan han flyttade tillbaka till Argentina. År 1991 blev han mördad på sin vingård i distriktet Mendoza. 
Heinz Brücher var gift med den svenska växtforskaren Ollie Berglund från Göteborg. Brücher vistades i Sverige 1948 och var verksam i Svalöv vid Sveriges utsädesförening.